# اریک مازور
اریک مازور (هلندی: Eric Mazur؛ زاده ۱۴ نوامبر ۱۹۵۴) یک فیزیک‌دان در زمینه فیزیک کاربردی اهل هلند است.